# Éphore
Pour les articles homonymes, voir Éphore de Cumes.

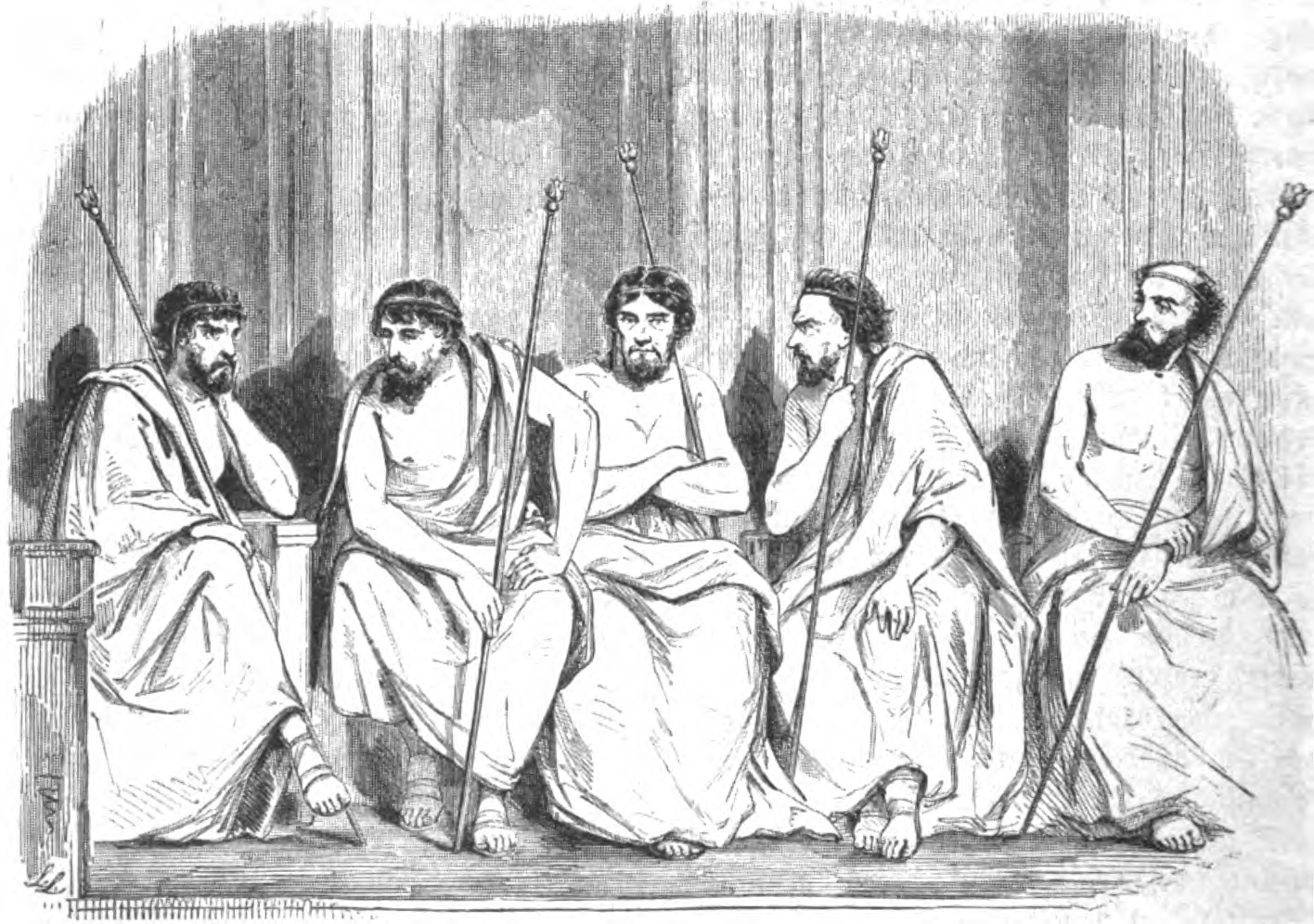
Éphore

Les éphores (grec ancien : ἔφοροι / éphoroi, littéralement « surveillants », de ὁράω / oráô, « surveiller ») composent un directoire de cinq magistrats annuels à Sparte, dont ils forment le véritable gouvernement[réf. nécessaire].
Créé selon Plutarque environ 130 ans après Lycurgue, l'éphorat est supprimé en 227 av. J.-C. par Cléomène III, puis rétabli par Antigone III Doson, roi de Macédoine, avant d'être définitivement aboli par l'empereur Hadrien au IIe siècle.
Le terme est exhumé par les Églises protestantes allemandes à l'époque moderne pour désigner notamment les directeurs de séminaires.

## Création de la magistrature
Les sources anciennes ne s'accordent pas sur ce point, éminemment politique à l'époque, dans le contexte de la rivalité entre rois et éphores. Pour Hérodote et Xénophon, c'est une création de Lycurgue. Pour Aristote, au contraire, l'institution a été créée par le roi Théopompe. Diogène Laërce parle de Chilon, au VIe siècle av. J.-C. Ces variations sont importantes : si l'éphorat n'était pas une création de Lycurgue, alors on pouvait le supprimer pour revenir à la constitution idéalisée de la Grande Rhêtra.

## Statut et mode d'élection
Ils sont élus par les citoyens spartiates, tous les ans, à la première nouvelle lune suivant l'équinoxe d'automne. On ignore s'ils doivent faire acte de candidature, comme les gérontes, et s'ils sont élus du fait de leurs idées ou de leur prestige personnel. L'un d'entre eux est éponyme (il donne son nom à l'année), mais on ignore comment il est choisi. Si son nom figure en premier sur les actes officiels (les quatre autres sont ensuite listés par ordre alphabétique), on ignore s'il jouit d'un pouvoir accru. Ils sont censés représenter le peuple et Cicéron (République, II, 3) les compare aux tribuns de la plèbe à Rome.
Leur statut est égal à celui des rois. Ces derniers et les éphores se prêtent un serment mutuel tous les mois : les rois jurent de respecter les lois, et les éphores de protéger le pouvoir royal. Les éphores peuvent rester assis en présence des rois, et inversement. Les rois sont mentionnés avant eux sur les traités, mais ce sont les éphores qui convoquent les rois, et non l'inverse.

## Pouvoir
Aristote, dans la Politique, comme Xénophon dans la Constitution des Lacédémoniens, affirme que les éphores ont le plus grand pouvoir à Sparte, pouvoir qui est selon lui égal à celui des tyrans (ἰσοτύραννος / isotýrannos), car il s'exerce sans contrôle ni recours. De fait, les éphores servent de modèle à la création des Trente à Athènes.

### Pouvoir de police
La première prérogative des éphores est le maintien de ce qu'on appellerait aujourd'hui l'ordre public. Ils surveillent particulièrement les Hilotes et les Périèques, mais leur contrôle s'étend aussi aux mœurs, et même à l'apparence physique des Spartiates : quand ils entrent en charge, ils ordonnent par héraut de se raser la moustache et d'obéir aux lois. Les jeunes gens constituent également une catégorie de la population surveillée de près : les éphores contrôlent tous les 10 jours leur état physique, et tous les jours celui de leur habillement et de leur literie.
Ils contrôlent également les magistrats, y compris les rois, et peuvent infliger immédiatement amendes, révocations, emprisonnements ou exécutions. Pour les rois en particulier, ils doivent vérifier la régularité de la succession : ils imposent une épouse aux rois célibataires ou veufs (c'est le cas d'Anaxandridas II) et assistent aux accouchements royaux. Ainsi, en -491, ils viennent témoigner lors du procès en bâtardise intenté par Cléomène Ier contre Démarate. Ils ont droit de vie et de mort sur les Hilotes et sont responsables de la déclaration de guerre annuelle contre eux. Selon Isocrate (Panathénaïque, 181), ils ont aussi droit de vie et de mort sur les Périèques, mais ce passage est très discuté.

### Compétence judiciaire
Ils disposent également d'une compétence judiciaire, notamment dans les affaires de droit des contrats où ils jugent quotidiennement, en équité, et en dernière instance. Pour les affaires relevant du droit pénal, ils assurent l'instruction et mènent l'accusation devant la gérousie.

### Pouvoir exécutif
Les éphores sont l'institution qui dans l'Europe de cette époque, est la plus proche de ce qu'est un gouvernement aujourd'hui (les gouvernements avec des ministères existaient déjà en Chine), d'où l'étonnement des penseurs de l'époque, qui ignorent presque cette notion (Athènes par exemple ne possède aucune institution exécutive de cette sorte). Ce pouvoir exécutif est exercé collectivement par les éphores réunis en collège (ἐφορεῖον / ephoreion), qui prennent les décisions à la majorité.
Quand les rois sont en campagne, ils prennent les décisions à leur place, par exemple l'envoi d'expéditions ou la répression d'une atteinte à la sûreté de l'État (cf. la conspiration de Cinadon). Ils s'occupent des affaires étrangères et des relations avec les ambassadeurs. Surtout, ils préparent le travail de l'assemblée, lui soumettent les propositions, président les débats et exécutent les décisions qui y sont prises, en particulier les mobilisations de l'armée civique.

### Limitations
Le pouvoir des éphores n'est pas absolu. D'abord, la collégialité est un frein, tous n'étant pas nécessairement d'accord. Ensuite, ils ne sont pas rééligibles, et leur mandat ne dure qu'un an. À leur sortie de charge, ils peuvent être mis en cause par les nouveaux éphores. Cependant, la procédure ne semble pas être systématique, on ne peut donc pas dire qu'ils soient soumis à reddition de compte.
Ensuite, ils sont choisis dans l'ensemble du peuple. Il arrive souvent que les élus soient assez pauvres, ce qui introduit un élément de mixité sociale dans les institutions spartiates, mais qui les rend, selon Aristote, vulnérables à la corruption. Il faut néanmoins nuancer : les éphores ne peuvent pas être très pauvres, car ils n'auraient pas les moyens de payer leur écot pour les syssities, et donc seraient déchus de leur citoyenneté.
Enfin, leur pouvoir est limité par celui des rois. La rivalité entre éphorat et royauté, sans être continuelle, paraît fréquente, ce qui aboutit aux réformes de Cléomène III qui supprime l'éphorat.

## Époque moderne
Au début de la période moderne, le terme d'éphore (Ephorus) est repris en Allemagne pour désigner le directeur d'un établissement d'enseignement supérieur. À partir du XVIIIe siècle, un éphore était généralement à la tête d'un séminaire ou d'une fondation protestante financée par des donateurs privés.
Le terme fait également référence au professeur titulaire responsable des bourses dans une université (par exemple à l'Université de Gießen jusqu'en 1935), ce qui correspond aujourd'hui plutôt à un poste de maître de conférence.
Au début du XIXe siècle, le titre d'"éphore" a remplacé celui d'"abbé" (Abt), pour désigner le directeur des écoles des anciens monastères protestants du Wurtemberg, par exemple dans les monastères Maulbronn et Blaubeuren (devenus les Séminaires évangéliques de Maulbronn et de Blaubeuren) ou dans le collège évangélique (Stift) de Tübingen. Le terme désigne également un diacre dans les églises réformées allemandes,.
Roger Peyrefitte utilise le terme "éphore" dans L'oracle (Flammarion 1948) comme "magistrat"